# Bușteni
Bușteni es una ciudad de Rumania en el distrito de Prahova.  Se trata de un pequeño pueblo de montaña en el norte del condado de Prahova , en el centro de Rumania . Se encuentra ubicado en el valle de Prahova, en la falda de las montañas Bucegi, que cuentan con una altitud máxima de 2.505 m. Su nombre significa literalmente tronco de árboles, en rumano . La aldea de Poiana Ţapului, forma parte administrativamente de la ciudad, antiguamente una comuna independiente antes de 1950. Según el censo de 2011, cuenta con 8.553 habitantes.
La altitud media es de 900 m. Cuenta con uno de los balnearios más populares de montaña de la zona, con unas vistas espectaculares y muchas oportunidades para el turismo durante todo el año, que van desde el esquí al montañismo y otros deportes de montaña.
La ciudad y las montañas de los alrededores fueron escenario de enfrentamientos militares en 1916, durante la Primera Guerra Mundial ( véase Rumania durante la Primera Guerra Mundial). Un gran monumento conmemorativo (unos 25 m de altura), la Cruz de los Héroes ( Crucea Eroilor ) se encuentra en la cima cercana Caraiman Pico , a casi 2.260 m. El monumento es iluminado por la noche y es visible desde casi cualquier rincón Buşteni.
Las principales industrias locales son industria de la madera y el turismo.
Hay un Centro de Información Turística se estableció cerca del Ayuntamiento.

## Geografía
Se encuentra a una altitud de 891 m s. n. m. a 133 km de la capital, Bucarest.

## Demografía
Según estimación 2012 contaba con una población de 9 860 habitantes.
| 1948  | 1956  | 1966   | 1977   | 1992   | 2002   | 2012  |
| 4 552 | 8 591 | 10 781 | 12 223 | 12 486 | 10 463 | 9 860 |